# Japan Consortium
Le Japan Consortium (ジャパンコンソーシアム, Japan Konsōshiamu) (JC) est une coentreprise créée par le radiodiffuseur public japonais NHK et plusieurs réseaux de télévision et de radio commerciaux sous l'égide de l'association nationale des radiodiffuseurs commerciaux au Japon (NAB) en 1984 pour couvrir les retransmissions des Jeux olympiques (été et hiver),, de la Coupe du monde de football et d'autres événements et tournois majeurs dans le pays.